# Будриас, Кристин
Кристин-Изабель Будриас (англ. Christine-Isabel Boudrias; 3 сентября 1972 года в Монреале, провинция Квебек) — канадская конькобежка, специализирующаяся в шорт-треке. Серебряный призёр Олимпийских игр 1994 года и бронзовый призёр 1998 года. 4-х кратная чемпионка мира.

## Спортивная карьера

### 1990-1993 год
Кристин Будриас начала свою карьеру в национальной сборной с несчастного случая, произошедшего с ней в декабре 1990 года на соревнованиях в Монреале. На дистанции 500 метров при обгоне Изабель Шаре они вместе упали и Шаре своим клинком конька глубоко порезала Кристин ягодицу вплоть до артерии Большая потеря крови обернулась остановкой сердца, но Будриас спасли, наложили 125 швов, сделали много переливании крови. Потом была долгая реабилитация. Эта травма, которая могла вызвать паралич не сломила Кристин, она выиграла пять медалей на играх Канады в Шарлоттауне. Только в 1993 году она вернулась в сборную и сразу на чемпионате мира в Пекине выиграла золото эстафеты вместе с Изабель Шаре, Натали Ламбер и Анджелой Катроне. 

### Олимпиада 1994 год
На Олимпийских играх в Лиллехаммере Кристин участвовала в эстафете почти тем же составом, только вместо Анджелы Катроне появилась Сильви Дэгль. В финал вышли три страны-фаворита Канада, Китай и Корея, четвёртыми отобрались американки. Канадки лидировали с первых кругов, следом были Китаянки, а далеко позади США и Корея. На 10 круге при повороте Кристина не удержалась и врезалась в ограду. Китай получил возможность уйти далеко вперёд. В то время девушки из Кореи возрастом от 13 до 18 лет смогли догнать Китай за 5 кругов до финиша. За три круга до финиша юная 13-ти летняя Ким Юн Ми обогнала Китаянку и до конца так и финишировала с новым мировым рекордом. Китай пришёл вторым, Канада третьими, оставив позади США. Но сборную Китая позже дисквалифицировали за толчок американской спортсменки, которая готовилась к передаче эстафеты, тем самым Канада взяла серебро, а США - бронзу. Медаль Кристин Будриас украли в ноябре того же года, где она демонстрировалась на спортивном шоу Олимпийского стадиона, но на следующий день её вернули после анонимного сообщения, отправленного в журнал Le Journal de Montreal

### 1994-1996 год
Канадская эстафета в тот год была непобедима и после Олимпиады выиграли чемпионаты мира в Гилфорде и Кеймбридже в команде. Кристин была важным звеном в эстафетной команде. Следующий год оказался не самым успешным. Кристина с партнёршами взяли бронзу на чемпионате мира в Йевике и ещё бронзу на командном чемпионате в Зутермере. В 1996 году у команды канады был спад и лучшее место в эстафете было 5-е на мировом первенстве в Гааге. 

### 1997-1999 год
Будриас в сезоне 1996/97 года удачно выступала на Кубке мира, выиграла очередное золото в эстафете на чемпионате мира в Нагано и серебро в команде в Сеуле. На чемпионате Канады заняла 3-е место в общем зачёте. В 1998 году на Олимпийских играх в Нагано Канада опять была одним из фаворитов. Гонка сразу выделила борьбу за чемпионство между Китаем и Кореей, а за 3-е место между Канадой и Японией. Кореянка Ким Юн Ми вновь финишировала первой, как и на прошлой Олимпиаде, обогнав Китаянку Ян Ян (А) на самом финише и с новым мировым рекордом - 4:16.260 сек. Канада стала третьей. через месяц на 
командном чемпионате мира в Бормио Кристин вновь осталась с командой третьей. Последнюю большую награду она получила в 1999 году на мировом командном первенстве в Сент-Луисе, где выиграла серебро. Она ещё выступала на международной арене до 2001 года, после завершила выступления в шорт-треке.
После спортивной карьеры Кристин работала мотивационным оратором, особенно во франкоговорящих районах Канады. Раннее в 1992 году закончила колледж Ahuntsic в Квебеке  в сфере гуманитарных наук. С 1998 года она работает массажистом (после травмы 1990 года она решила заняться терапией) в Квебеке у неё свой салон.